# Nový papež
Nový papež (anglicky The New Pope)  je dramatický televizní seriál, který vytvořil a režíroval Paolo Sorrentino pro společnosti Sky Atlantic, HBO a Canal+. Jde o pokračování série Mladý papež z roku 2016, původně byla oznámena jako její druhé pokračování. V seriálu o devíti epizodách hraje opět Jude Law v roli papeže Pia XIII. V roli papeže Františka II. (kardinála Tommasa Vigliettiho) se objevil Marcello Romolo a John Malkovich si zahrál  papeže Jana Pavla III., titulárního nového papeže. V posledních vteřinách závěrečného dílu se objevuje čtvrtý papež, bývalý kardinál Angelo Voiello. Seriál vznikl v koprodukci evropských produkčních společností The Apartment, Wildside, Haut et Court TV a Mediapro.

## Obsazení
- Jude Law jako papež Pius XIII. (Lenny Belardo), papež v kómatu
- John Malkovich jako papež Jan Pavel III (rozený Sir John Brannox), nový papež
- Silvio Orlando jako kardinál Angelo Voiello, Camerlengo a kardinál Hernández, Voiellův oponent během konkláve
- Cécile de France jako Sofia Duboisová, odpovědná za marketing Svatého stolce
- Javier Cámara jako kardinál Bernardo Gutiérrez, poradce Svatého stolce
- Ludivine Sagnier jako Ester Aubryová, bývalá manželka člena Papežské švýcarské gardy
- Maurizio Lombardi jako kardinál Mario Assente
- Marcello Romolo jako papež František II. (rozený Tommaso Viglietti), první papež zvolený během kómatu Pia XIII.
- Mark Ivanir jako Bauer, velvyslanec Spojených států u Svatého stolce
- Henry Goodman jako Danny, majordomus sira Johna Brannoxe
- Massimo Ghini jako kardinál Spalletta, papežův osobní sekretář
- Ulrich Thomsen jako doktor Helmer Lindegard
- Ramón García jako kardinal Aguirre
- Antonio Petrocelli jako Luigi Cavallo, pravá ruka kardinala Voiella
- Kiruna Stamell jako abatyše kláštera sv. Terezie
- Nora Waldstätten jako sestrar Lisette, jejíž matka je nemocná
- Jessica Piccolo Valerani jako sestra Pamela, pečující o papeže v kómatu
- Kika Georgiou jako žena v červeném, bdící nad papežem v kómatu
- Nadie Kammallaweera jako sestra Suree, sloužící papeži ve Vatikánu
- Agnieszka Jania jako mladá sestra Ivanka
- Zaki Bibawi Ayyad as Faisal, islámský uprchlík ve Vatikánských zahradách
- Tomas Arana jako Tomas Altbruck, Sofiin manžel
- Claudio Bigagli jako Duilio Guicciardini, italský ministr hospodářství a financí
- Janet Henfrey jako Lady Brannox, Johnova matka
- Tim Barlow jako Lord Brannox, Johnův otec
- Daria Baykalova jako Amber, Bauerova přítelkyně
- Lore Stefanek jako Attanasiova matka
- Ignazio Oliva jako otec Valente, papežův asistent
- Charlie Potts a Joshua Smallwood jako Adam Brannox, Johnovo dvojče
- Callum Potts a Matthew Smallwood jako mladý John Brannox
- Hella Stichlmair jako mladá lady Brannoxová, Johnova matka
- Jonas Crodack jako mladý lord Brannox, Johnův otec

### Hosté
- Marilyn Manson
- Sharon Stone
- Mitchell Mullen jako Emory Kitsworth, novinářka
- Houssem Benali jako Ahmed, Faisalův známý
- Alex Beviglia Zampetti jako Don Antonio, učitel na základní škole Ventotene
- Bruce McGuire jako generál Parker

## Produkce
Seriál se začal natáčet v Itálii koncem roku 2018,  natáčení probíhalo v bazilice svatého Petra ve Vatikánu v listopadu 2018. Některé scény byly natočeny v Miláně, v Benátkách (úvodní scéna s tančícími jeptiškami v klášterním kostele San Giorgio),  v Abruzzu a na řece Piavě, ostatní ve studiích  Cinecittà v Římě. 

## Premiéra
Seriál měl světovou premiéru 1. září 2019 na 76. ročníku Mezinárodního filmového festivalu v Benátkách, mimo soutěž. V televizi debutoval 10. ledna 2020 na Sky Atlantic v Itálii a 13. ledna 2020 na HBO a Canal+. Česká televize seriál převzala a vysílala v českém dabingu v roce 2021. Seriál měl u kritiků pozitivní odezvu.